# Cássia dos Coqueiros (ort)
Cássia dos Coqueiros är en ort i Brasilien.   Den ligger i kommunen Cássia dos Coqueiros och delstaten São Paulo, i den sydöstra delen av landet, 600 km söder om huvudstaden Brasília. Cássia dos Coqueiros ligger 886 meter över havet och antalet invånare är 2 627.
Terrängen runt Cássia dos Coqueiros är kuperad söderut, men norrut är den platt. Terrängen runt Cássia dos Coqueiros sluttar söderut. Närmaste större samhälle är Cajuru, 13,9 km väster om Cássia dos Coqueiros. 
Omgivningarna runt Cássia dos Coqueiros är huvudsakligen savann. Runt Cássia dos Coqueiros är det ganska tätbefolkat, med 93 invånare per kvadratkilometer.